# آن إس. ستيفنز
آن إس. ستيفنز (بالإنجليزية: Ann S. Stephens)‏ (30 مارس 1810 في الولايات المتحدة - 20 أغسطس 1886، نيوبورت في الولايات المتحدة)؛ صحفية، كاتِبة وروائية أمريكية.

## روابط خارجية
- آن إس. ستيفنز على موقع الموسوعة البريطانية (الإنجليزية)